# Saint-Appolinard (Isère)
Saint-Appolinard ist eine französische Gemeinde mit 403 Einwohnern (Stand: 1. Januar 2022) im Département Isère in der Region Auvergne-Rhône-Alpes (vor 2016 Rhône-Alpes). Sie gehört zum Arrondissement Grenoble und zum Kanton Le Sud Grésivaudan. Die Einwohner werden Appolinairois genannt.

## Geographie
Die Gemeinde Saint-Appolinard liegt im westlichen Vorland des Vercors-Massivs, etwa 36 Kilometer westlich von Grenoble in der historischen Landschaft Dauphiné. Das hügelige Gemeindegebiet gehört zum Einzugsgebiet des Flusses Merdaret. Umgeben wird Saint-Appolinard von den Nachbargemeinden Bessins im Norden, Roybon im Norden und Nordosten, Chevrières im Osten, Chatte im Süden, Saint-Antoine-l’Abbaye im Südwesten und Westen sowie Dionay im Nordwesten.

## Bevölkerungsentwicklung
| Jahr                       | 1962 | 1968 | 1975 | 1982 | 1990 | 1999 | 2006 | 2012 | 2021 |
| -------------------------- | ---- | ---- | ---- | ---- | ---- | ---- | ---- | ---- | ---- |
| Einwohner                  | 353  | 305  | 282  | 296  | 289  | 319  | 380  | 397  | 410  |
| Quellen: Cassini und INSEE |      |      |      |      |      |      |      |      |      |

## Sehenswürdigkeiten
- Kirche Saint-Apollinaire
- Schloss Montluisant aus dem 15. Jahrhundert

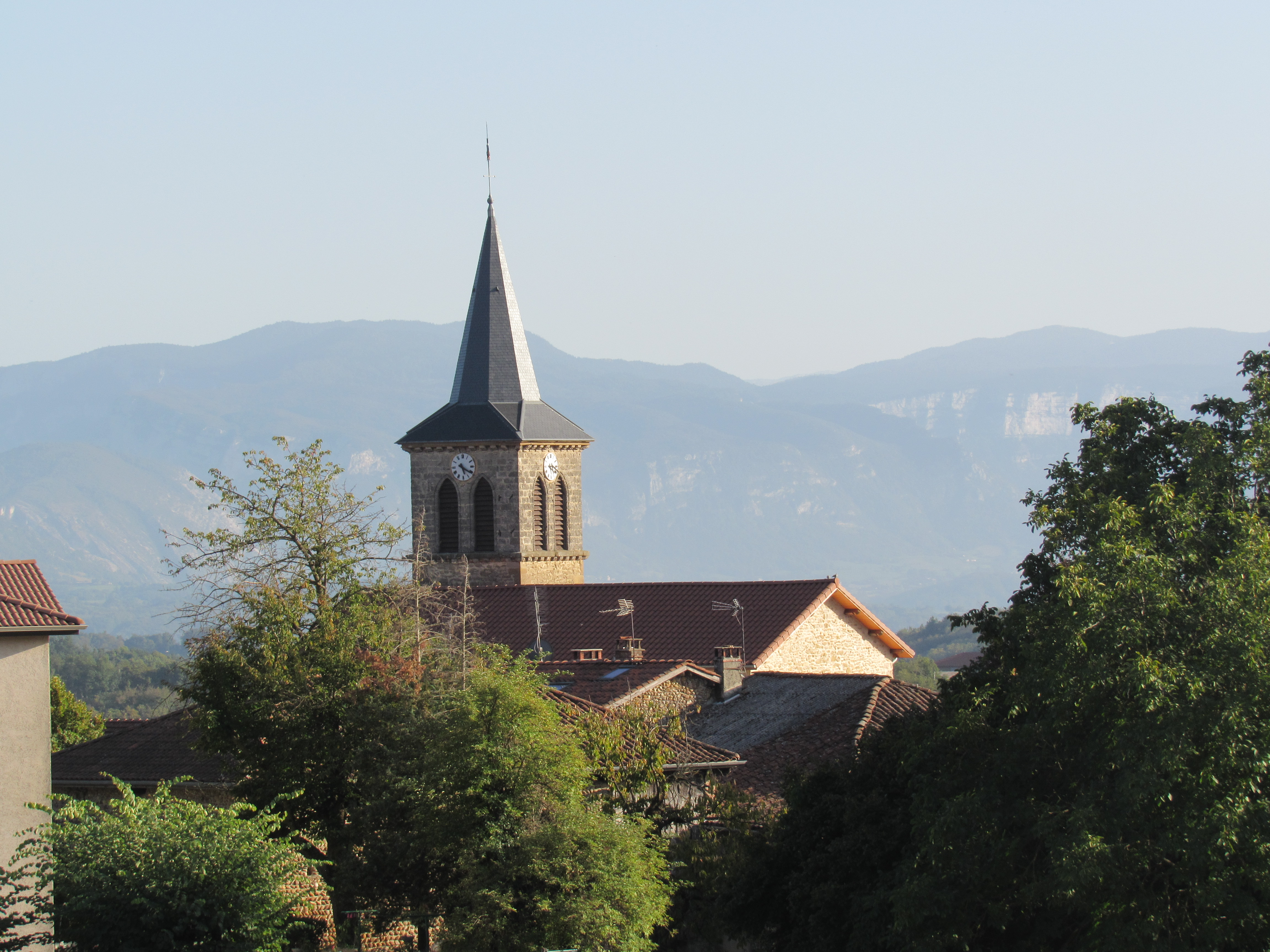
Kirche Saint-Apollinaire
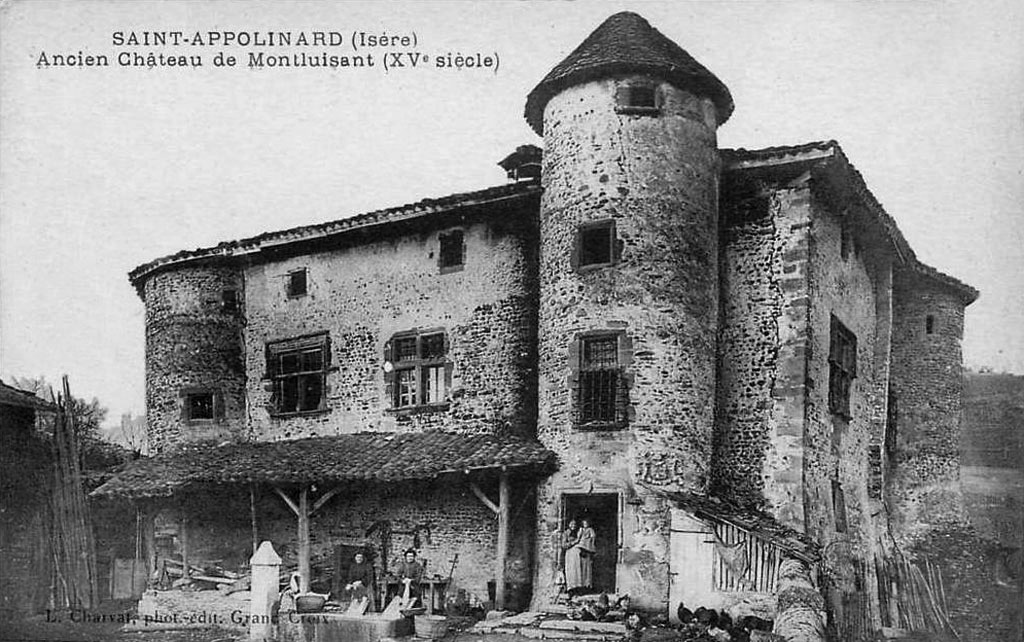
Schloss Montluisant auf einer alten Postkart
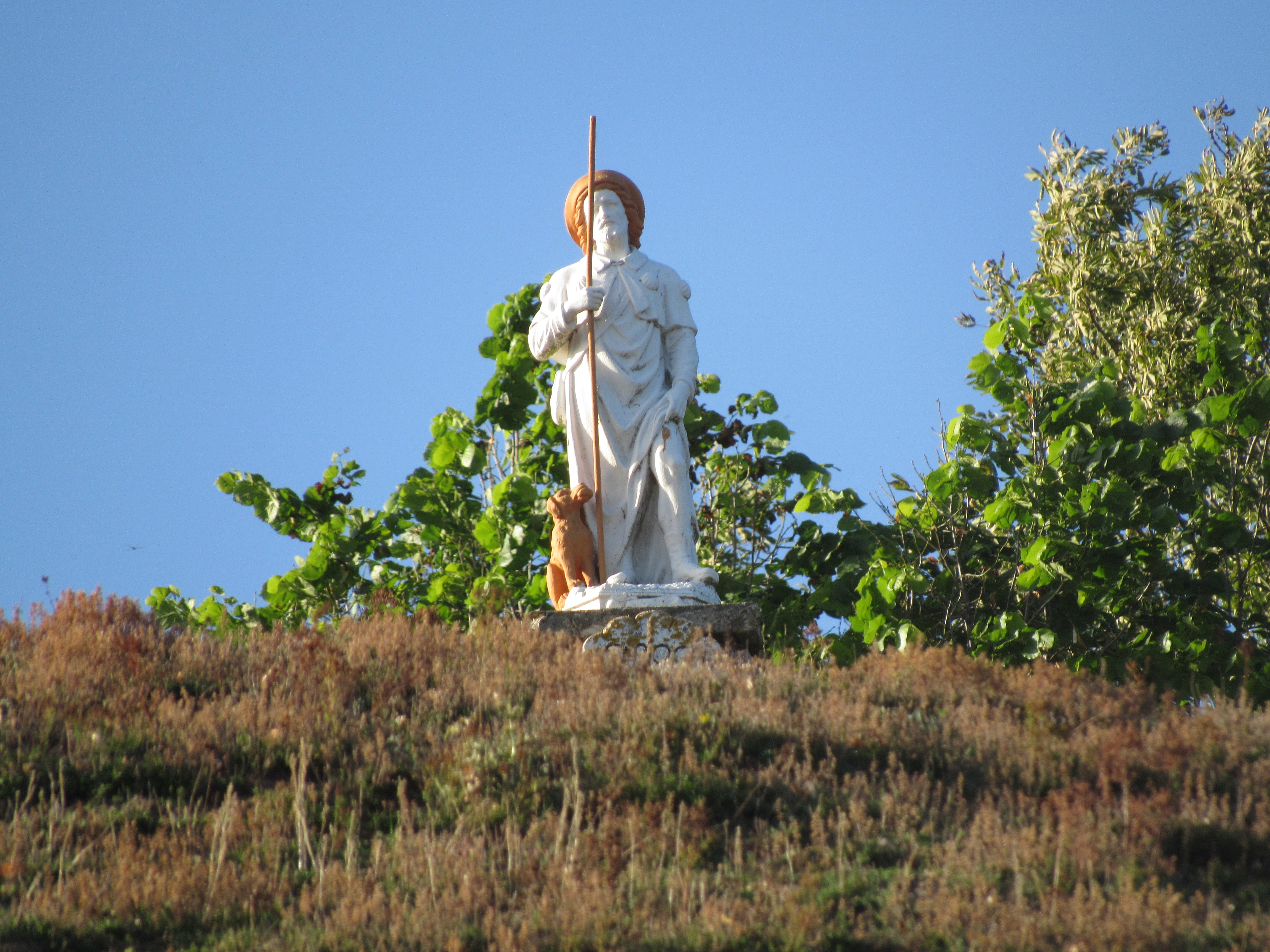
St. Rochus-Statue